# Ígor Kvashá
Ígor Vladímirovich Kvashá (en ruso: Игорь Владимирович Кваша, 4 de febrero de 1933 - 30 de agosto de 2012) fue un actor de teatro y cine, soviético y ruso. Fue uno de los fundadores y actor principal del teatro "Sovremennik ("Contemporáneo")" junto a Galina Volchek, Oleg Yefrémov, Yevgeniy Yevstignéyev y Oleg Tabakov. Fue honrado como Artista del pueblo de la URSS en 1968.

## Filmografía
- Khranit vechno (2008) .... Stalin

... aka Хранить вечно (Rusia)
- "V kruge pervom" (2006) miniserie de televisión .... Stalin

... aka "The First Circle" (Internacional: Título en inglés)
- Tretiy variant (2003) .... Shabashov
- Prevrashchenie (2002)

... aka Превращение (Rusia)
... aka Metamorphosis (Europa: Título en inglés: título de festival)
- Vozvrashcheniye bronenostsa (1996) .... Mikitov-Razumnik

... aka The Return of the Battleship
- "Dom" (1995) serie de televisión
- Pod znakom skorpiona (1995) .... Stalin
- Master i Margarita (1994) .... Doctor Stravinsky

... aka Мастер и Маргарита (Rusia)
... aka Master and Margareth
- Vesyolenkaya poyezdka (1994)
- Bezdna, krug sedmoy (1993)

... aka Бездна, круг седьмой (Rusia)
... aka Abyss, Round Seven
- Serdtsa tryokh (1992) .... Sun Priest
- Pasport (1991) .... Rabbi

... aka Паспорт (Unión Soviética: Título en ruso)
... aka The Passport
- Rebro Adama (1990)

... aka Ребро Адама (Unión Soviética: Título en ruso)
... aka Adam's Rib
- Gaghtni khorhrdakane (1989) .... Sasha

... aka Taynyy sovetnik (Unión Soviética: Título en ruso)
- A byl li Karotin (1989)

... aka Was There Karotin?
- Chelovek s bulvara Kaputsinov (1987) .... Pastor

... aka Человек с бульвара Капуцинов (Unión Soviética: Título en ruso)
... aka A Man from Boulevard des Capucines
- Akseleratka (1987)

... aka Акселератка (Unión Soviética: Título en ruso)
- Klub zhenshchin (1987) (Televisión)
- Vera (1986)
- Utro obrechyonnogo priiska (1985)
- Skazki starogo volshebnika (1984) .... Antiguo príncipe

## Premios y honores
- Orden al Mérito a la Patria, 3ª clase (30 de marzo de 2006) - por su contribución al desarrollo del teatro y muchos años de actividad creativa.
- Artista del pueblo de la URSS en 1968.
- Por el presidente de la Federación de Rusia (25 de enero de 2008) - por su contribución al desarrollo del teatro y el cine ruso.
- Premio Nacional actor Andrei Mironov "Figaro" - "Por el servicio al teatro patrio".